# SG Mintraching/Neutraubling
Die SG FC Mintraching e. V / TSV Wacker 50 e. V. Neutraubling, kurz SG Mintraching/Neutraubling, ist ein bayerischer Handballverein aus dem Landkreis Regensburg, der aus dem Zusammenschluss der Handballabteilungen des FC Mintraching und des TSV Neutraubling entstand.

## Geschichte
Der FC Mintraching und der TSV Neutraubling bilden seit 2003 eine Spielgemeinschaft unter dem Namen SG Mintraching/Neutraubling.

## Handball
Die SG nimmt mit zwei Damenteams und sieben Nachwuchsmannschaften am Spielbetrieb des Bayerischen Handballverbandes (BHV) teil. Das Frauenteam der SG M/N spielte 2022/23 in der Handball-Bayernliga und ist als Bayerischer Meister in die 3. Liga der Frauen aufgestiegen.

### Erfolge
- Aufstieg in die 3. Liga Frauen 2023
- Bayerischer Meister (4. Liga) 2023
- Aufstieg in die Bayernliga 2017
- Nordbayerischer Landesligameister 2017